# Cabal (Star Trek)
De Cabal is een fictieve terroristische organisatie in de wereld van Star Trek (vooral van Star Trek: Enterprise) die in de 22e eeuw bestaat, met als opdrachtgever een schimmige figuur (gespeeld door James Horan) uit de 28e eeuw, die zijn opdrachten dus vanuit de toekomst geeft. Deze persoon maakt deel uit van een Temporale Koude Oorlog, waarbij verschillende facties elkaar bestrijden. Daar de factie waar de opdrachtgever van de Cabal bij hoort niet de technologie bezit om daadwerkelijk personen door de tijd te laten reizen, gebruiken ze de Suliban als soldaten in hun oorlog. De Cabal wordt geleid door Silik.

## Geschiedenis van de Cabal
Nadat de planeet van de Suliban ergens in de 18e eeuw onbewoonbaar wordt, verspreidt het ras zich over meerdere andere planeten uit. Later (maar in ieder geval voor 2151) wordt de Cabal opgericht. Opvallend is dat de leden ervan verregaande genetische modificatie ondergaan in ruil voor hun loyaliteit. Ook kreeg de Cabal andere technologie vanuit de toekomst, waaronder apparatuur waarmee hun schepen nagenoeg onzichtbaar worden (Engels: cloaking device).
Al tijdens de eerste missie van de USS Enterprise NX-01 in 2151 komt de bemanning van het schip in aanraking met de Cabal, als zij een Klingon die aan boord van de Enterprise is, ontvoeren. Echter ontvoert kapitein Jonathan Archer hem weer terug. 
Andere acties waarbij zij en de bemanning van de Enterprise met elkaar te maken hadden waren in 2152, toen zij (en een ander ras, genaamd Tholian) een schip uit de 31e eeuw wilden bemachtigen, dat de Enterprise in bezit had. Echter lukt het ze niet dat voor elkaar te krijgen, omdat het schip verdwijnt nadat een noodsignaal werd geactiveerd (zie aflevering Future Tense). In 2153 geeft de opdrachtgever van de Cabal informatie over de Xindi, het ras dat verantwoordelijk was voor de moord op 7 miljoen mensen, waarna de Enterprise de Xindi opzoekt. 
Het laatste treffen tussen de Cabal en de Enterprise, was in 2154, toen Archer en Silik samenwerkten om een andere tijdreiziger, genaamd Vosk, te stoppen. Bij de poging daartoe kwam Silik om het leven, maar met de vernietiging van de tijdmachine van Vosk kwam wel een einde aan de Temporale Koude Oorlog. Hierna wordt niets meer van de Cabal vernomen, mogelijk omdat het met het einde van de Koude Oorlog werd opgeheven.